# Synaldis painteri
Synaldis painteri är en stekelart som beskrevs av Fischer 1967. Synaldis painteri ingår i släktet Synaldis och familjen bracksteklar. Inga underarter finns listade i Catalogue of Life.